# دبكة
الدَبْكة هي رقصة تراثية شعبية منتشرة في بلاد الشام وهي تمثل التراث الشعبي لتلك البلدان. تمارس غالباً في المهرجانات والاحتفالات الأعراس. تتكون فرقة الدبكة من مجموعة تزيد عادة عن عشرة أشخاص يدعون دبّيكة وعازف اليرغول أو الشبابة والطبل. والدبكة هي رقصة شرقية جماعية معروفة في فلسطين، لبنان، سوريا، الأردن، العراق[بحاجة لمصدر]، تركيا ، مصر.

## الدبكة في بلاد الشام
تشتهر أنواع الدبكة في سوريا ولبنان وفلسطين والأردن وتختلف قليلاً من منطقة إلى أخرى، كما في نابلس وبعلبك والسويداء والخليل وجبل لبنان واللاذقية وطرطوس والناصرة.
يصطف الراقصون إما على شكل صف أو على شكل قوس أو دائرة. يكون الراقصون من الذكور أو الإناث، وتؤدى الرقصات إما مختلطة أو بانفصال الجنسين. يقود الرقصة أول الراقصين، وهو يحدد بشكل عام منحى الرقصة، ويقوم عادة بأداء حركات إضافية تظهر مهارته. والدبكة تكون عبارة عن حركات بالارجل وتتميز بالضرب على الأرض بصوت عال مترافقة بالغناء والعزف الموسيقى الفلكلورية.
وهي جزء مهم من التراث والفلكلور في بلاد الشام، وتمارس في الأعراس والمناسبات ولا تكتمل الأفراح الشعبية الفلسطينية أو السورية أو لبنانية أو الأردنية إلا بوجود حلقات الدبكة وتتكون فرقة الدبكة من مجموعة من الدبيكة مثلا عشرة دبيكة وعازف الشبابة والطبل أو المجوز والدبكة تكون عبارة عن حركات بالأرجل والضرب على الأرض وتكون الدبكة عادة عدة أنواع.

## أنواع الدبكة الأردنية

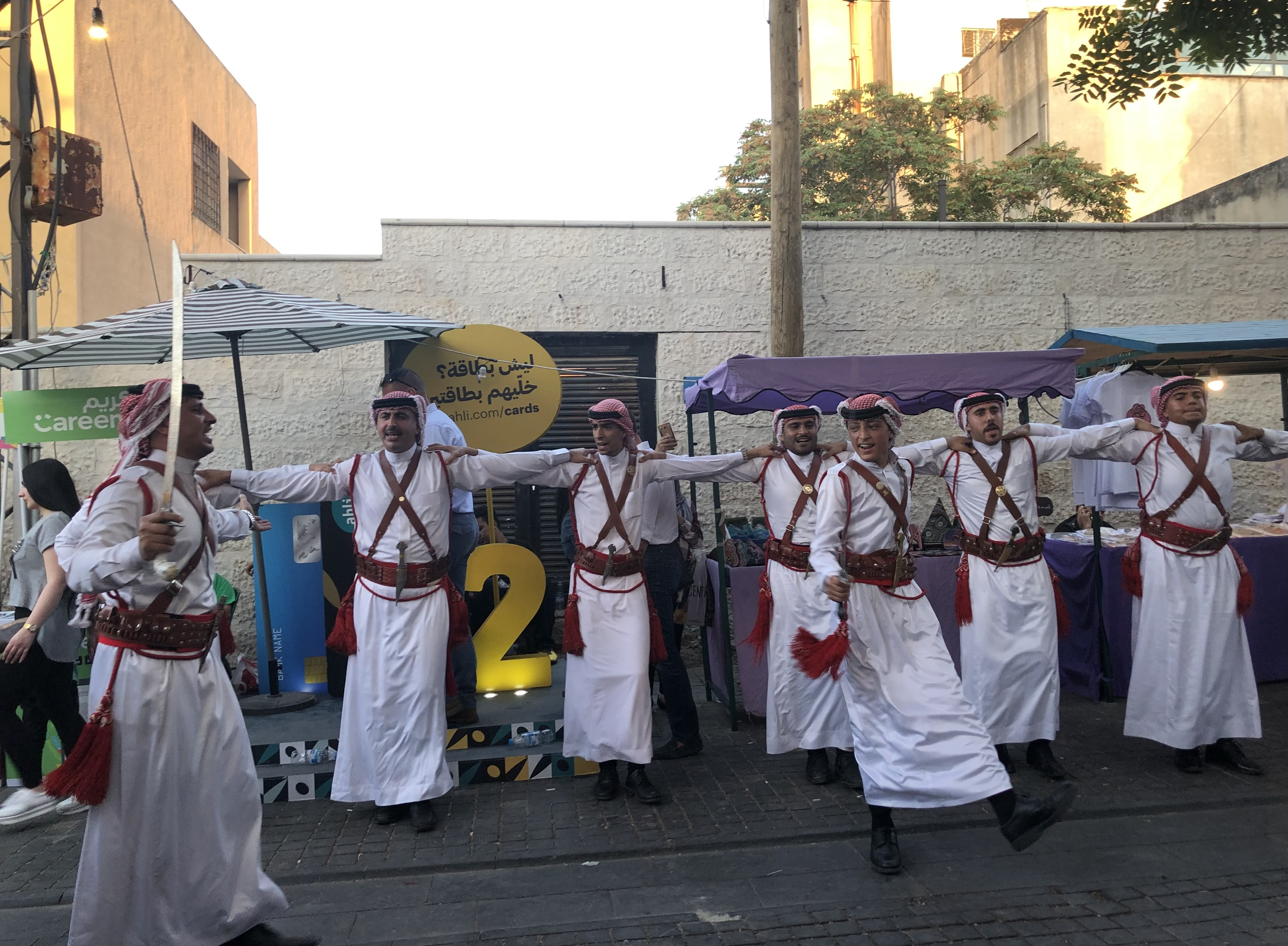
رجال يؤدون الدبكة في الأردن

هنالك ما يقارب العشرين نوع من الدبكة الأردنية. ومن الآلات الموسيقية المصاحبة لهذه الدبكات: الشبابة، المجوز، اليرغول، القربة، الطبلة وفي بعض الأحيان العود.
- دبكة حبل مودع: وهي الدبكات على اختلاف أنواعها التي يقف بها الرجال والنساء بتتابع مشترك.[5]
- دبكة الكرادية: وتسمى أيضا الطيارة وتتميز بإيقاعها السريع في حلقة مفتوحة حيث يتحرك المشاركون بالدبكة من اليسار إلى اليمين.[5]
- دبكة التسعاوية: وتعرف بالدبكة المعانية وهي من أجمل الدبكات الأردنية وتدبك على أنغام المجوز أو الشبابه أو القربة.[5]

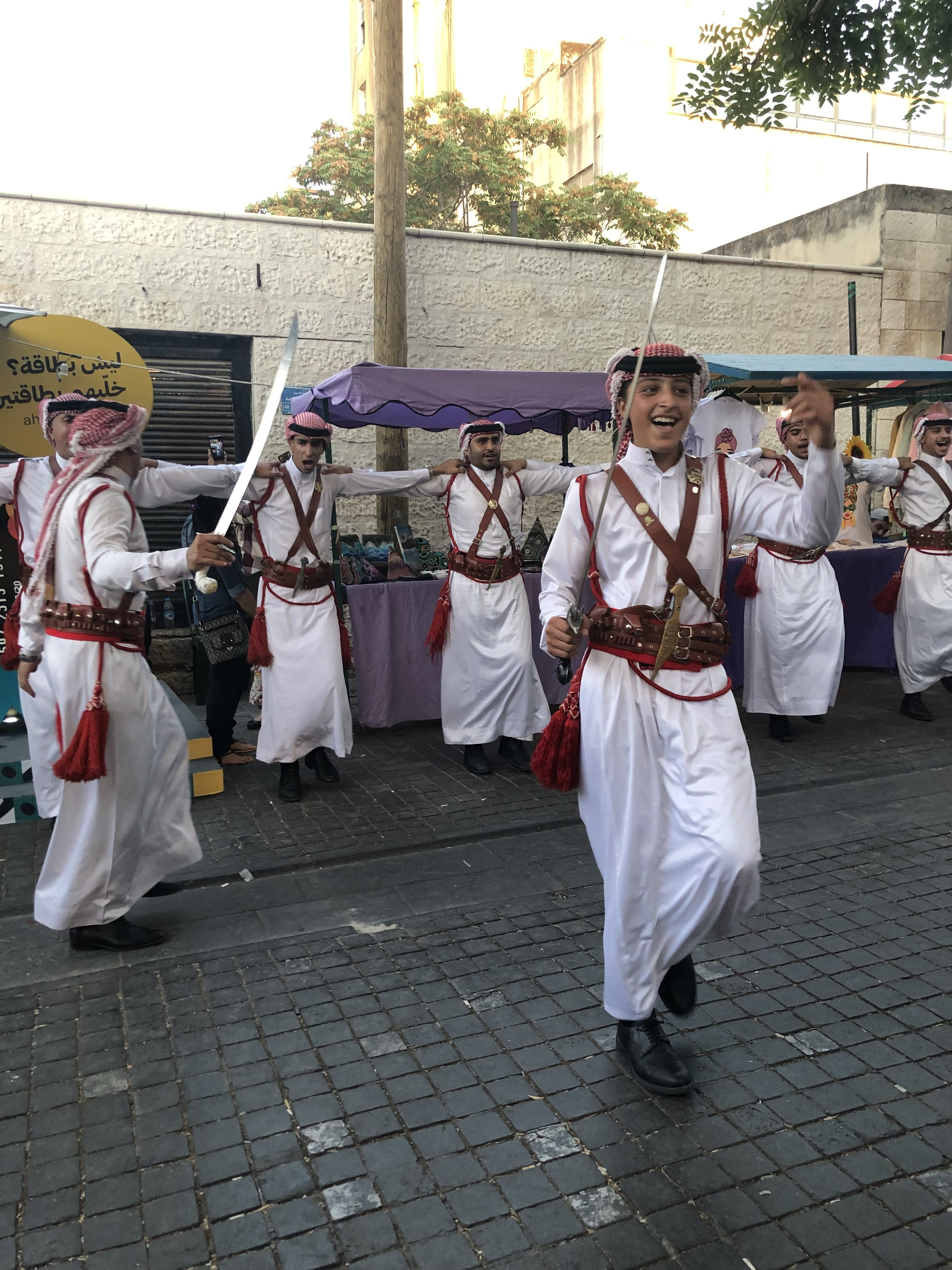
رقصة الدبكة الاردنية

- رقصة الدبكة الاردنيةالدبكة العادية: وتسمى أيضا دبكة الدلعونا وهي تستوعب كافة الألحان بالإيقاعات المتقاربة وخاصة ألحان الدلعونا البطيئة منها والسريعة وتدبك على أنغام المجوز أو اليرغول والشبابه بشكل أقل وهي سداسية.[5]
- دبكة الشعراوية: هي كالدبكة العادية إلا أن خطوتها أسرع وأقرب ما تكون إلى القفز وهي تستوعب كافة الألحان وغالبا ما تدبك على أنغام اليرغول.[5]
- دبكة الدرازي: تدبك مع شبك الأيدي وهي ذات إيقاع سريع وتدبك على أنغام المجوز.[5]
- الدبكة الشمالية: وهي من أشهر الدبكات الأردنية. تبدأ حركتها بالرجل اليسرى وتنتهي أيضا باليسرى وتمتاز بإيقاعها السريع وتدبك على أنغام المجوز وبشكل أقل على أنغام اليرغول.[5]
- دبكة الجوفية: وهي تعتمد على وقوف الدبيكة على شكل صفين متقابلين الصف الأول يغني والثاني يرد عليه بأغانٍ فلكلورية أردنية، وغالباً ما يغني الصف الأول الشطر الأول ويرد عليه الصف الثاني بالشطر الثاني.[5]
- الدبكة العسكرية: تكون الأيدي مشبوكة على الأكتاف على شكل دائرة مغلقة أو مفتوحة وقلما تشارك فيها النساء لأنها مجهدة. طريقتها قائمة على تبادل الدبك بالرجل اليمين باتجاه اليمين واليسرى باتجاه اليسار، وهي تكون بأربع عدات والعدة الرابعة ترفع الرجل اليمنى نحو اليمين واليسرى نحو اليسار.[5]
- دبكة الغوارنة: وتسمى أيضا بدبكة ديرعلا. تكون الأيدي مشبوكة على الأكتاف وتمتاز بالسرعة الفائقة والحركات المتعددة.[5]
- دبكة واحد ونص: يقفز الدبيكة قفزة بسيطة بالرجلين ويخبط واحدهم خبطة بسيطة باليمين ثم بالقدم الشمال حتى تصبح الارجل شكل خبطة واحدة.[5]
- دبكة أبو علنده: يقفز الدبيكة خمس قفزات خفيفة ثم حركة باليمين وحركة بالشمال ثم حركة واحدة ونصف.[5]
- الدبكة العقباوية: وهي الرقصة الخاصة بأهل العقبة.[5]
- الدبكة الرمثاوية: يكون الدبيكة بصف واحد باستثناء اثنان يخرجان عن الصف ويرقصان وحدهما.[5]

فرقة دبكة شعبية على جبل جرزيم في نابلس.

- فرقة دبكة شعبية على جبل جرزيم في نابلس.الدبكة الفرادية: وتقوم بها أم العريس أثناء الزفة أو في سهرة الدخلة قبل دخول العروسين لمنزلهما حيث تحمل بيدها عجينة تلصقها العروس عند دخول المنزل الجديد. أو تقوم بها العروس عند قدوم العريس وأهله وبهذه الحالة تسمى رقصة العروس.[5]
- الدبكة الجماعية: تكون من قبل قريبات العروس أو العريس في الزفة ويكون مشتركاً بها أدوات شعبية وزي شعبي كامل وتكون قبل العرس بيوم فيما يعرف بالتعليلة والحنة.[5]
- دبكة السحجة: وتكون على شكل أبيات مغنّاه مقرونة بحركات متناسقة يوجد لها عدة حركات وأداء معيّن وعلى حسب النغم والقافية، ومن هذه الحركات الوقوف معاً والجلوس منتصف الصف الثاني والانحناء بالظهر وجلسة القرفصاء مع تصفيق الأيدي وإدارة الوجوه يميناً وشمالاً وحركة الرأس، كما يقوم شخص وربما أكثر بالوقوف أمامهم للمشاركة معهم في جميع الحركات والأداء ويتفق البيت مع الحركة منسجماً مع المعنى واللفظ والصوت، والصوت له عدة درجات بطيء ووسط وعالٍ ونوع آخر يسمونه الجر (المد)، كما يقومون بالحركات المثيرة للنفس والحماسية والمشجعة. ويمكن أن يتقابل المشاركون في صفين وجهاً لوجه يقف في وسط الدائرة الشاعر القوّال وحوله المشاركون.[5]
- فرقة دبكة النادي السوري في سانتياغو (تشيلي)رقص الدبكة في مسرح الأونيسكو لبنان - 28/03/2007دبكة الدحية: والدحية نوع من أنواع السحجة يشكل الرجال حلقة كبيرة ومن خلفهم المتفرجون من النساء والأطفال، وتكون السحجة في بدايتها فاترة تشتد شيئاً فشيئاً، حيث يشكل الدبيكة صفاً منظماً طويلاً أو دائرياً أو بشكل صندوق مفتوح، ويبدؤون التصفيق المنتظم المرتب مع هز الكتف يمنة ويسرة وإمالة الأيدي، ومع كل ضربة من الكف اليمين على الكف الشمال يخرج صوت منتظم من فم كل واحد من رجال «السحجة» يردد كلمة «دحي يوبي دحيه» وبشكل جماعي. ويحمى وطيس هذه الدحية إذا دخلت إحدى النسوة متنكرة الوجه «متلثمة بعصابتها» ترتدي شالاً أو عباءة وبيدها سيف أو عصا لترقص أمام الجميع، وتثير فيهم الحماس على إيقاع الدحية وتنطلق الصيحات والزغاريد والعيارات النارية فرحاً وابتهاجاً بالتي ترقص أمامهم ويقال لها «الحاشي» وقد يتجرأ أحدهم ويكون ذو قربة منها وينزل أمام الحشد ليراقصها فتتحين الفرصة وهي ترقص لتأخذ عن رأسه العقال، فإن هي فعلت ذلك أو استطاعت فتكون لها الغلبة في هذا السجال من الرقص، ويعلو صوت المشجعين وتنطلق العيارات النارية زيادة في الفرح والسرور، وكذلك الزغاريد ويتخلل هذه السحجة قول القصيد باللهجة البدوية من قبل أحد الحافظين، حيث يبدأ قصيدته بيتاً بيتاً مردداً إياها عدة مرات، وفي نهاية كل مرة يردد عدد من الرجال المجاورين له في الصف، (هلا بك هلا ويا هلا مار إنك صادق يا ولد) أو (هلا بك هلا ويا هلا ليا حنيف يا ولد) أو (هلا بك هلا ويا مهلي ويا ريت إزويلك «خيالك» ما يولي).[5]

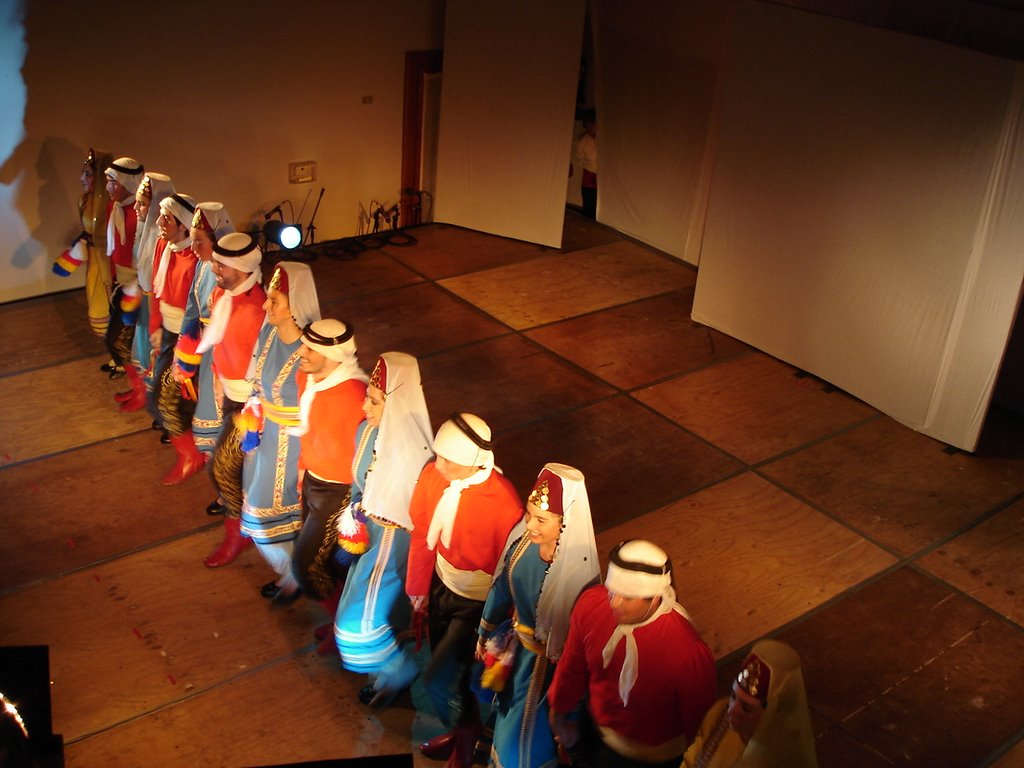
فرقة دبكة النادي السوري في سانتياغو (تشيلي)

- رقصة السيف الحاشي: والحاشي هي فتاة تجيد الرقص تنزل لترقص على حاشية السحيجة وهي منتدبة عن أهل العرس. اما لازمة القصيدة التي تنشد أثناء الرقص تكون (هلا بك هلا ويا هلا مار إنك صادق يا ولد) أو (هلا بك هلا ويا هلا ليا حنيف يا ولد) أو (هلا بك هلا ويا مهلي ويا ريت إزويلك ما يولي).[5]

### توضيحات
- الشيلة: هي حركة تكون أثناء الدبكة حيث يخرج اللويح أو الرويس بقفز سريع مع حركات متنوعة.[5]
- الكرجة: هي حركة تكون أثناء الدبكة حيث تدبك عادة أثناء المشية وغناء المطرب أثناء المقطع الموسيقي.[5]

### أنواع أخرى
- دبكة الدحيّة وهي تنتشر عند البدو وهي خاصة بهم، وفيها تسحيجات وتصدر أصوات قد لا يفهمها الآخرون. حيث يصطف الرجال في صف واحد ويقومون بترديد بعض الجمل على نفس المنوال وفي المقابل تكون هناك امراة مرتدية الزى البدوى وملتثمة به حتى لا يراها الرجال ويقال لها (البعير). تقوم هده المراة برسم خط على الأرض موماة لهم أن لا ينبغي لاحد تجاوز هدا الخط وهو كناية عن شرف وعرض هده المراة ويستمر دلك إلى أن ينصرف البعير و(البديع) وهو الرجل الدى يتقدم صف الرجال ويقومون بالرد عليه فيما يقول.

## دبكة فلسطين

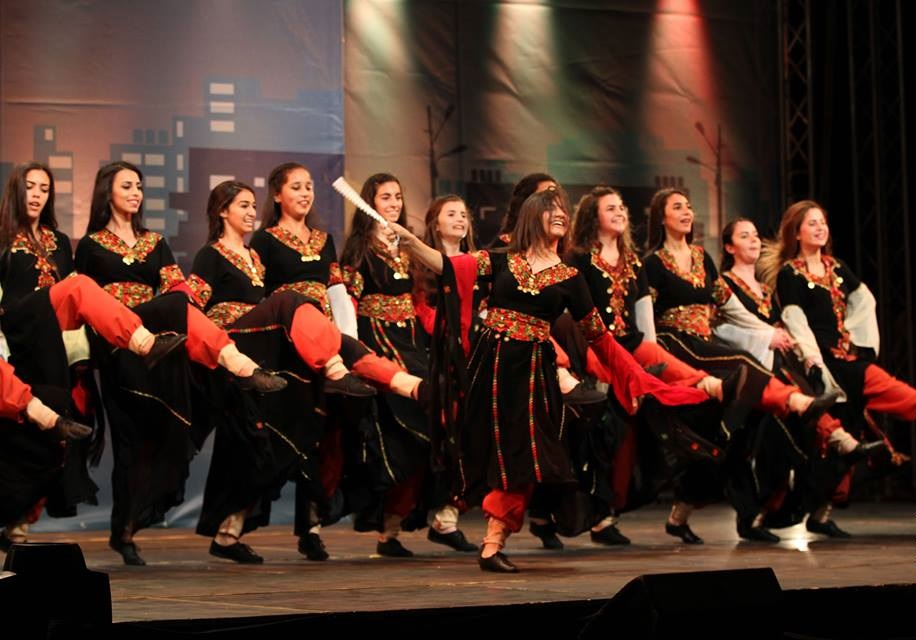
فتيات فلسطينيات يرقصنَّ الدبكة الفلسطينية

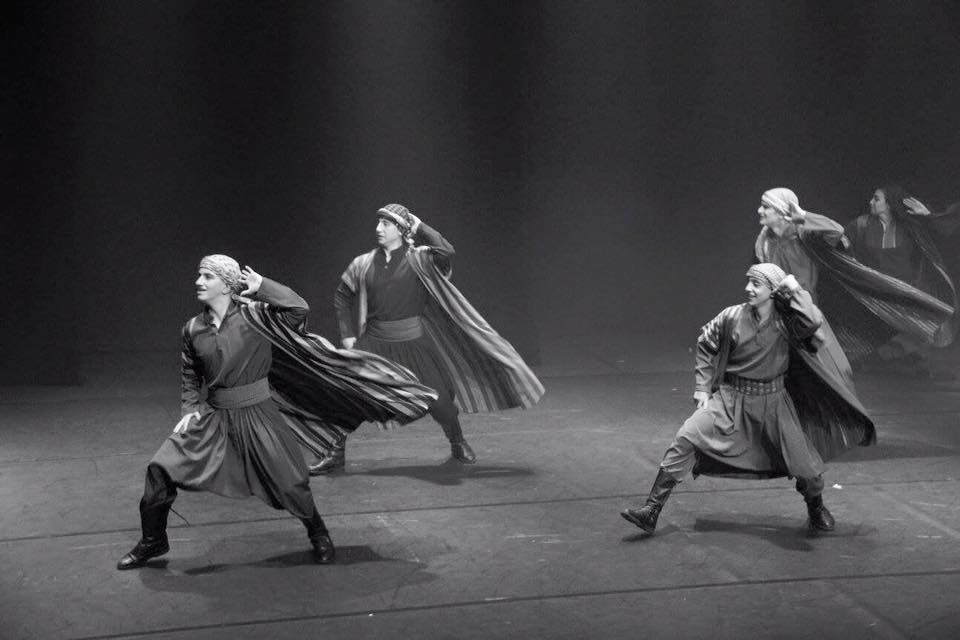
دبكة فلسطينية

في فلسطين، كانت الدبكة قبل الاحتلال تأخذ طابع المناسبات، وبعد نكبة عام 1948 م أخذت الدبكة شكلاً من أشكال النضال، لأن إسرائيل تحارب هذا الإرث الحضاري وتجيره لها. وهذا ما جعل إحياء الدبكة الشعبية يأخذ شكلاً منظماً في بداية الثمانينيات، فكان في الضفة الفلسطينية العديد من التجارب كفرقة الفنون الشعبية الفلسطينية التي لا تزال حتى الآن تعمل، وفرقة سرية رام الله وفرقة مرج ابن عامر وفرقة حنظلة ومجموعة من الفرق التي وضعت الأسس الصحيحة للدبكة الشعبية بشكلها المنظم المعبر عن حضارة الشعب الفلسطيني الشامي وحمل هذا التراث للمحافل الدولية والعالم بمعنى إن فرقة الفنون الشعبية من الثمانينيات وحتى الآن وهذه الفرق تشتغل على عروض محلية ودولية. الدبكة هي من العادات والتقاليد الفلسطينية ويتمسك ويحافظ عليها جيل بعد جيل وكما أن الدبكات الشعبية منتشرة، وتشيع في الأقاليم الشمالية كفرقة الرمثا والجنوبية كفرقة معان والبادية الشمالية. وفي 6 ديسمبر 2023 أدرجت منظمة الأمم المتحدة للتربية والعلم والثقافة (يونيسكو)، "الدبكة الشعبية" الفلسطينية، على لائحتها للتراث غير المادي للبشرية.    

### الدبكة في العرس الفلسطيني

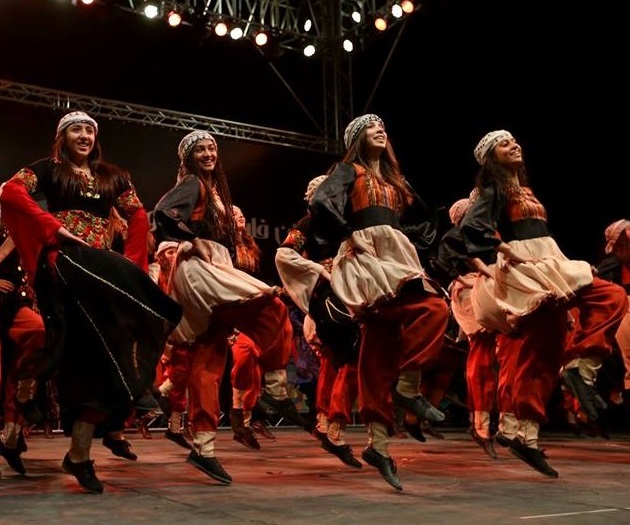
فتيات فلسطينيات يرقصن الدبكة

تلعب الدبكة دوراً أساسياً في العرس الفلسطيني، والدبكة المعروفة والرائجة بكثرة في منطقة الخليل، شمال فلسطين وحتى جنوب مرج ابن عامر ووادي عارة وأجزاء من شمال الضفة الغربية هي دبكة الدلعونا (يذكر أنه في المناطق الوسطى والجنوبية من فلسطين تنتشر الدبكة الجوبية). تستعمل للدبكة في العرس الفلسطيني بشكل كبير آلات المجوز اليرغول الطبلة وبشكل أقل الشبابة. وتقسم الدبكة إلى عدة أقسام أساسية، مع أنها كلها تعتبر دبكة دلعونا لأن مغني الدبكة يعتمد بشكل أساسي على أغنية الدلعونا وما على وزنها كأغنية ظريف الطول وغيرها (مع أن كل أنواع الدبكة المعروفة في شمال فلسطين ولبنان وحوران هي نفس الدبكة ونفس الحركات الأساسية ولكن بترددات وسرعات مختلفة).

## أنواع دبكة فلسطين
- دبكة الشعراوية تدبك عادةً على أنغام اليرغول، وهي ذات إيقاع سريع، وهي الدبكة التقليدية المعروفة في بلاد الشام، هي ودبكة الدرازي، تدبك مع شبك الأيدي.
- دبكة الدرازي هي نفس حركات دبكة الشعراوية وبنفس التردد ولكن بحركات بطيئة وهادئة تدبك على أنغام المجوز، تدبك مع شبك الأيدي.
- دبكة الشمالية سميت كذلك لأن الحركة تبدأ بالرجل اليسار (الشمال) وتنتهي أيضا باليسار، تدبك على أنغام المجوز واليرغول، تتميز بحركاتها السريعة والإيقاع السريع مع أنها تبقى بنفس تردد دبكة الدرازي والشعراوية وهي بحاجة إلى لياقة بدنية عالية تتميز بأنها تدبك مع رفع الأيدي على الأكتاف.
- دبكة البدّوية من نفس فصيلة الدبكة الشمالية هي ودبكة السبعوية تدبك مع رفع الأيدي على الأكتاف. تبقى بنفس تردد الدرازي والشعروية.
- دبكة السبعوية من فصيلة الشمالية، تدبك مع رفع الأيدي على الأكتاف، سميت «سبعوية» لأنها عبارة عن سبع قرعات، تنتهي السابعة بالرجل اليمين.
- دبكة العسكر تدبك مع رفع الأيدي على الأكتاف وحركاتها تشبه حركات المشية العسكرية في بدايتها إلى أن تتطور لتصبح بنصف شمالية أو بالكرجة، تعتبر الطبلة أداة مهمة في هذه الدبكة.
- حركات معروفة أثناء الدبكة

الشيلة هي حركة في الدبكة تتميز بخروج الرويس أو اللويح بقفز سريع مع من خلفة بحركات متنوعة. تستعمل غالبا عند نهاية مقطع الدلعونا وخروج الدبكة من المشي إلى الدبك.
الكرجة هي حركة في الدبكة تدبك عادتا أثناء المشية وغناء المطرب بشكل استثنائي، أو أثناء دبكة العسكر في أوجها.
دبكة زريف الطول: ينتشر قيها المديح والتفتيش عن منافب البنت الحلوة أو الفتى، أو المناقب الموجودة في البشر وهذه تستخدم للغزل في الأفراح والمناسبات الأخرى.
دبكه وحده ونص
دبكه طوباسيه
دبكة الكرادية أو الطيارة: وهي تتميز بالإيقاع السريع، فلا بد أن يكون من يزاولها يتمتع باللياقة وبحركة سريعة ويكون لديهم تجانس في الحركة مع أقرانهم
دبكة الدلعونا: وهي ذات إيقاع متوسط، وأصبحت الدلعونا تُغنى بأغاني جديدة الكلمات لكن على نفس الرتم مع اختلاف في الكلمات، كأن نقول مثلا: على دلعونا ونضع أي كلمات نريدها بحسب المناسبة.

## أغاني الدبكة
تنشد خلال الدبكة الأغاني الشعبية المشهورة كأغنية الدلعونا وظريف الطول وهي ليست أغان ثابته بل هي على الأكثر لأزمات معروفة ومشهورة وهي من أغاني الحداء وهو نوع من أنواع الزجل، حيث يقوم المغني بغناء اللازمة وأبيات على وزن الحداء حيث يتكون كل مقطع من بيتين صدر وعجز، يبقى فيه صدر وعجز البيت الأول وصدر البيت الثاني على نفس القافية بينما يكون عجز البيت الثاني على وزن اللازمة، مثال:

اللازمة:

المقطع:

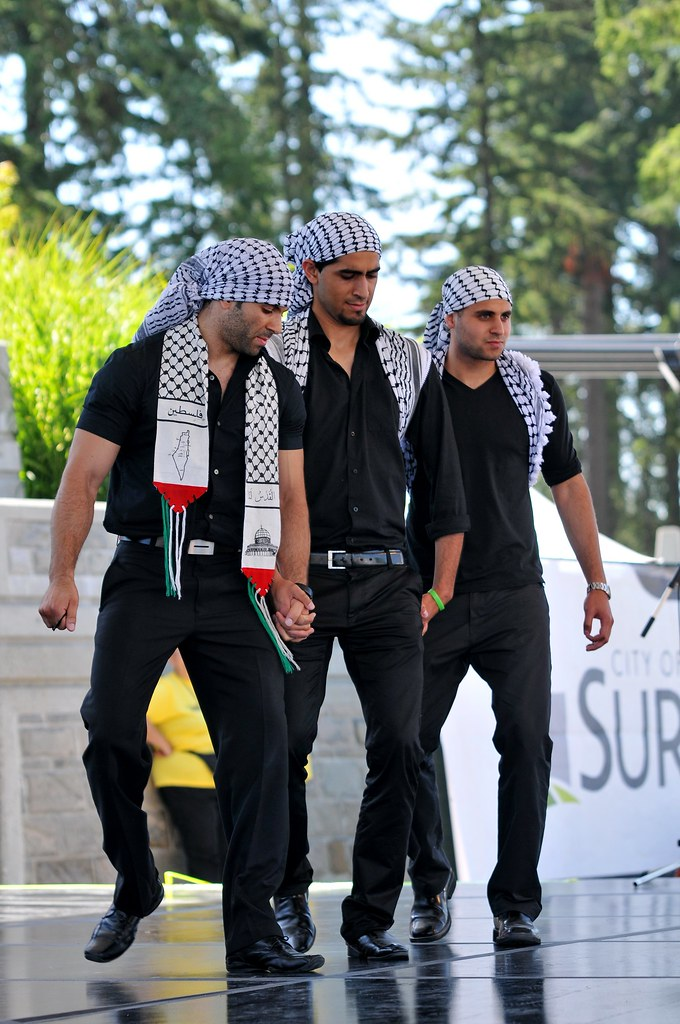
رقصة الدبكة العربية

وبما أن مغني الدبكة في الأعراس الشامية هم في العادة شعراء زجل، فإن مواضيع الغناء في الدبكة تبقى ارتجالية ويمكن لشاعر الزجل أن يتطرق لأي موضوع من مواضيع الحياة وأحوالها فيمكن أن يتناول شعره مواضيع الغزل والحب وحتى المواضيع الوطنية واليومية.

## أزياء الدبكة
تختلف الأزياءالتي يرتديها راقصو الدبكات حسب المنطقة في في الشام، وهي عبارة عن أزياء مستوحاة من التراث أو من أزياء الريف. فهي للرجال قد تكون السروال (الشروال) الفضفاض والقمصان وغطاء الرأس المصنوع من قماش الكوفية وقد تكون الدشداش والعباءة وغطاء الرأس المصنوع من قماش الكوفية (في البادية)، وللمرأة الثوب الملون أو الأسود الطويل يغطي كامل جسدها والمطرز بالخيوط الذهبية على شكل أزهار وورود ويختلف حسب المنطقة ما بين المناطق الجبلية أو البادية أو الساحل.

## تعريفات الدبكة

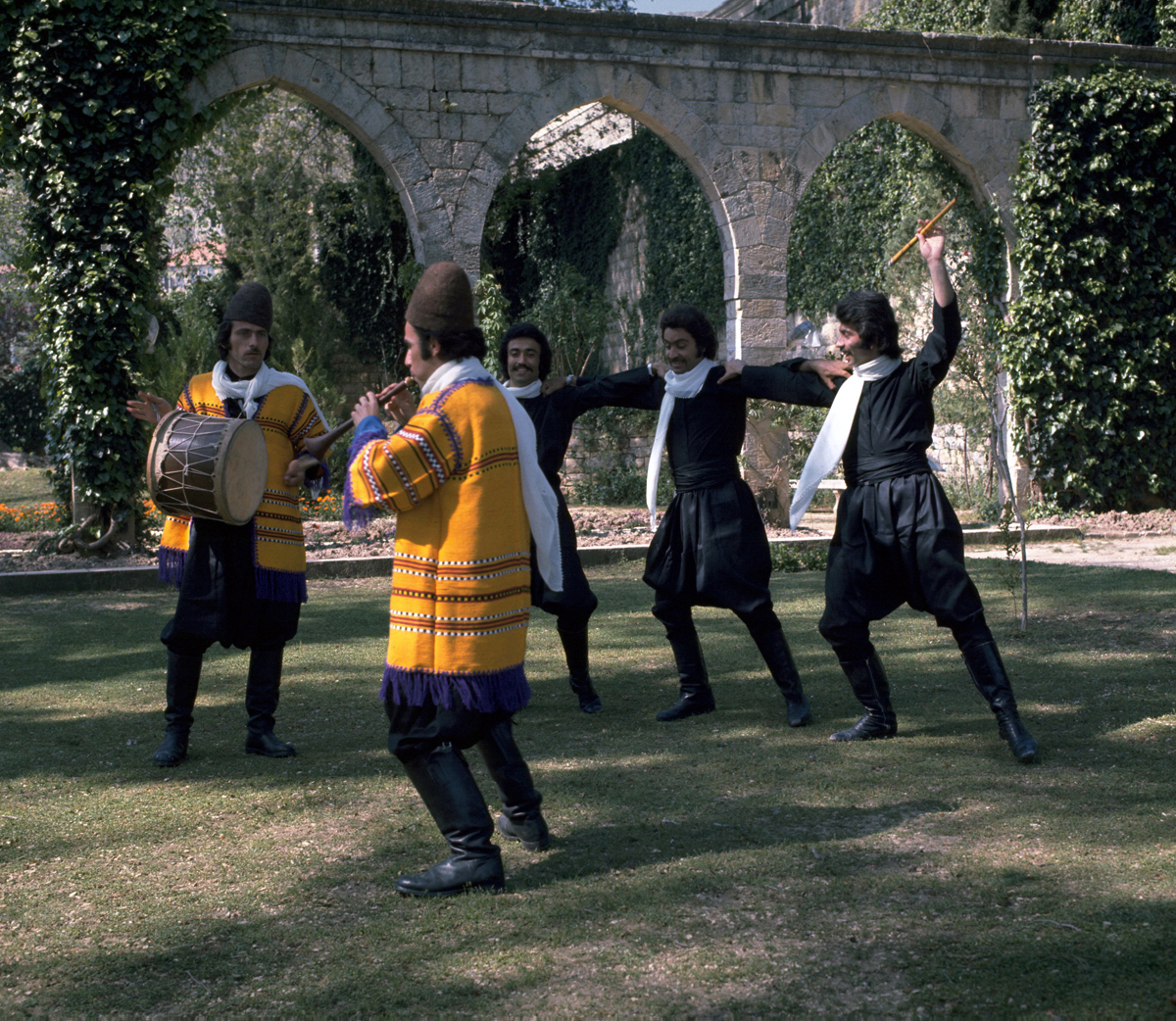
دبكة لبنانية تقليدية تقدمها فرقة ناصر مخول

تتشابه الدبكة مع بعض الرقصات الأخرى، ويصعب على البعض تمييزها من بين مجموعات الرقص المشابهة لها، ولذا وضع المتخصّصون بعض التعريفات التي توضّح الفرق والنقاط المميّزة لها. على سبيل المثال، اجتمعت معظم تعريفات الدبكة -إن لم تكن جميعها- على بعض الأركان الواجب توفّرها بها، وهي: الأداء الحركيّ للجسم عبر تقديم عدد من الخطوات المنتظمة، يتزامن معه -حينًا- ضربات أقدام منظّمة ويصاحبها نقرات الطبل والبزق والبنجير.
ومن الدبكات التي تؤدّى دون الحاجة إلى غناء مصاحب: الشمس والطيّارة والمرصود في دير عطيّة، بسوريا.
ومن الدبكات التي يمكن أداؤها بصحبة أغاني ذات سرعات مختلفة: الدلعونا واللا اللا والمعنى ويالأسمر اللون والهولية.

## الموسيقى والغناء المصاحبان للدبكة
لا يكتمل أداء الدبكة سوى بموسيقى أو غناء مصاحب، ومن يقوم بهذا الدور موسيقيّون وشعراء ورواة القصص، ويشمل ما يلقونه على مشاهدي العرض الراقص بعض مآثر القبائل البدويّة القديمة. وله العديد من الأشكال، وهي:
القصائد الطويلة المرتجلة: ويشمل العتابا والشروقي على ألحان الربابة وهو ذو أصول أردنيّة والموال المصاحب للدربكة والسحجة والدبكة.
الأغاني القصيرة التي تُلقى بشكل ملحّن، بدون آلة موسيقيّة أو قد تقتصر على الربابة فقط: وتشمل الحداء والهجيني والدحيّة أو السحجة والهلايا والسمر والدبكة.

## أسطورة خلّدها التاريخ عن الدبكة
تقول الأسطورة أنّ الناس في بلاد الشام كانوا يصنعون أسطح منازلهم من أغصان الشجر والطين. ووقتما كان يتغيّر الطقس بحلول الأشهر الباردة، كانت تتشقّق أسقف المنازل، مما يتطلب من السكّان استدعاء أفراد أسرهم أو جيرانهم للالتفاف والمساعدة في ترقيعه عن طريق الاصطفاف لتشكيل خط وضمّ الأيدي لدسّ الطين في مكانه. وكانوا يغنّون للمساعدة في الحفاظ على دفء أجسادهم، وسط ذلك الصقيع.
ولاحقًا، بمجرّد أن توفّرت تقنية أفضل لبناء الأسقف، تمّ نقل قصّة وأغنية رقص الأجدداد المصاحبة لعملهم الشاق، عبر الأجيال لتذكيرهم بأهمّيّة الأسرة والمجتمع والتقاليد. وهذا يفسّر التلاحم والتمسّك بالدبكة واعتبارها تراث حتّى يومنا هذا ووصولها لعصرنا الحاليّ وإثباتها لوجودها بحفلات الزفاف والتجمّعات العائلية والاحتفالات.

## أنواع الدبكة السوريّة

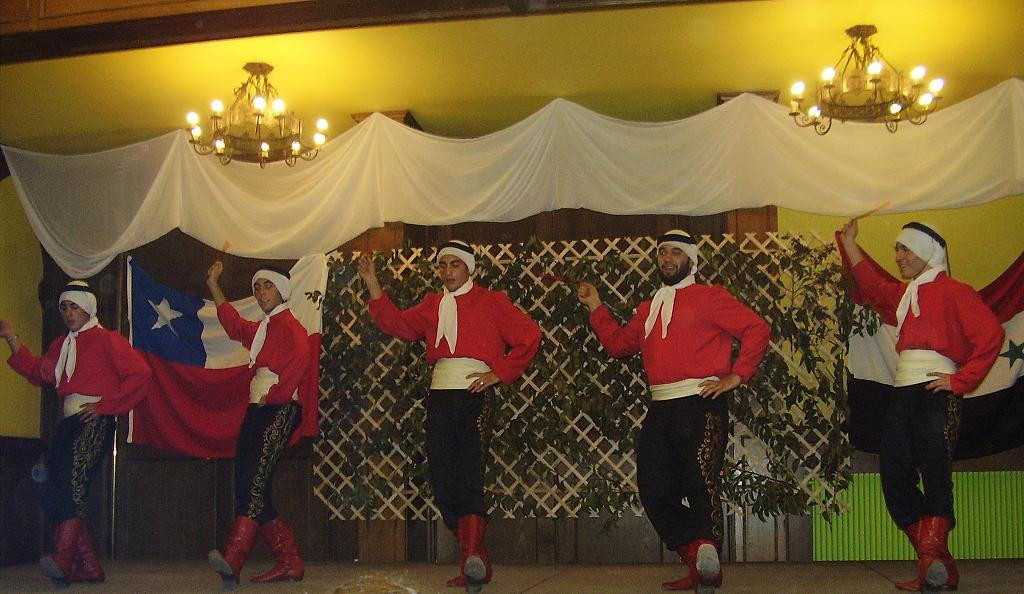
دبكة في سوريا

هناك أنواع أساسيّة من الدبكة السوريّة، وهي: الدندشيّة، الدبكة الغربيّة، البداويّة، الطبيلة، النشلة، اللوحة، النسوانيّة والعثمانيّة.
أشهر أنواع الدبكة في محافظة درعا وسهول حوران:
١- الرقصة العاديّة: تؤدّيها البنات وتعتمد على ميلان الجزء العلويّ من الجسم وصولًا إلى الخصر، ويصاحبها أنغام الدفّ ودقّاته المميّزة والحماسيّة والغناء والتصفيق.
٢- الكرجة: يصاحب أداءها الحركيّ الرشيق والمرن، الأنغام التي تصدرها آلة الشبابة والمجوز، علاوة على التصفيق.
٣- البداويّة: يشترط أداؤها وجود زوج من الفتيات والشبّان، ويعتمد عرضها على الرقص بالخناجر، وسط حلقة، بالإضافة إلى إلقاء الشعر الزجليّ أو البدويّ.
٤-ولده عرب: يمتاز هذا النوع من الدبكة ب حركاتها الفريده وتناغم الطبل مع راعي الأول وتشتهر ب مناطق عديده اشهرها الساحل السوري من طرطوس. و. اللاذقية
أبرز أنواع الدبكة بمنطقة حوران السوريّة: السحجة، الفلسطينيّة، الجوفيّة، الحورانيّة، الميجة، الشماليّة والدرازيّة.
السحجة: يتميّز هذا النوع من الدبكة بارتداء المؤدّية زيّ المرأة الشرقيّة وهو العباءة، كما لا يكتمل أداؤها سوى بوجود السيف بحوزتها والذي تضرب به الراقص الذي يتعرّض لها ضمن العرض، فإذا أصابته، يخرج ليدخل غيره. وتتمّ مشاهد ذلك العرض في حلقة دائريّة. وما يميّزه عن غيره من عروض الدبكة هو النداء الذي يصيح به الراقصون، وهو: «دح يوبا» وأحيانًا أخرى: «يا بو الحيش يا بو الحوش».
أشهر أنواع الدبكات الحلبيّة: الولدة، القوسر، القبا، الحلبيّ، الشيخاني، الصاجية، الطقأزلي، الغزّاويّة، الدملي والعربيّة.
الدبكات الحلبيّة تتميّز بكونها متوازنة، ووجه الاختلاف بين أنواعها يكمن في درجة السرعة والخطوات التي تؤدّى بها. على سبيل المثال، دبكة الولدة والقبا والشيخاني تتميّز بالإيقاع البطيء، على عكس دبكة الغزّاويّة والصاجيّة التي تعتمد على الإيقاع السريع.
الدبكات الأكثر رواجًا في الريف السوريّ: كرجة زيدل، دبكة المثلثة الطرطوسيّة، نخة الشيخ بدر، الشبة، ألماني الديرنجيّة، كرجة الشيخ بد، دبكة الحنّة الحورانيّة، دبكة الدلعونا، دبكة زين يابا الثمانية، ودبكة حران العواميد والدراجة الرقاويّة.
أنواع الدبكة في الحسكة: هورزي، شيخاني، به روبشت، كرمانجي، بوطاني، يار كووزال وسي كاف.
وأكثر أنواع الدبكة انتشارًا في إدلب: العداويّة، الشرقيّة، البكّاريّة، السلمونيّة والقوصريّة.

## تاريخ الدبكة السوريّة
أوّل رواية: تنحدر الدبكة من رقصة السماح، وهي الأقدم والأشهر بسوريا. ومن روّاد هذه الرقصة: عمر البطش، عبد الواحد سيفي، صالح البوشي، عدنان منيني، عمرج عقّاد. أمّا مبتكرها الأصليّ، فهو الشيخ عقيل، من مواليد قرية منبج قضاء حلب. كما كان له الفضل في تطويرها من حيث الأداء الحركيّ، منذ ألف عام، وقد توفّته المنيّة بالقرن الثالث عشر الميلاديّ.
يعتمد أداء هذه الرقصة على حركات القدمين واليدين، ويصاحبها الغناء والأناشيد والإيقاع والألحان، ويسيطر عليها الطابع الهادئ والوقار.
وسمّيت بالسماح لاشتقاق هذه المفردة من فعل سمح؛ إذ كان يستأذن الراقصون من أصحاب المكان للرقص، وبعد ترديدهم: «السماح السماح»، يُسمح لهم بالرقص.
ثاني رواية: ورد بأسطورة عشتار وعقيدة الخصب السوريّة أنّ عندما اختطفت إلهة الموت، أريشكيجالا، إله الخصب، دوموزي/ تموز، وذهبت به إلى العالم السفليّ، اعتصر الحزن قلب إلهة الحياة، عشتار، فبدأت تضرب الأرض بقدميها لتزعج إلهة الموت التي تتخذ من أسفل الأرض مسكنًا هادئًا لها، ولم تكتف عشتار بذلك، بل طلبت من الجميع أن يفعلوا مثلها عسى أن تعيد أريشكيجالا حبيبها لها، فأحاط الجمع كلّه عشتار على شكل دائرة وبدأوا يطوفون حولها وهم يدبدبون، وكان ذلك على إيقاع غناء الحدو الحزين للإلهة عشتار. والمقصود بالحدو الزجل. وكان هذا أصل الدبكة.
ثالث رواية: الدبكة لها جذور دينيّة، فكانت من طقوس الصلاة التي كانت تؤدّيها الإلهة عشتار/ عناة والإله حدد والإله بعل والإله دموزي/ تموز، وكان استهلالها بالأوف والآويها، كما هو الحال بالدبكة العصريّة، وكانت تُختتم بزغرودة اعتقادًا منهم بقدرتها على طرد الشيطان. ومن هنا، كانت انطلاقة الدبكة.
رابع رواية: قديمًا، وقت حصاد القمح والعنب، كان يقف الأهالي فوق المحاصيل، ثمّ يدبدبون بأقدامهم ليفصلوا السنابل عن حبوب القمح، كما كانوا يفعلون ذلك داخل الأحواض الحجريّة المجمّع بها محاصيل العنب ليعتصروه من أجل صناعة الخمر. وكانت هذه نشأة الدبكة.
خامس رواية: منذ آلاف السنين، كانت عمليّة البناء تعتمد على الطوب واللبن أو الطين والقش، مما كان يتطلّب عمليّة مزج قويّة لهذه الخلطة، فكان السكّان يجتمعون فوقها ويدبدبون. ومن هنا ظهرت الدبكة.
سادس رواية: وقت الاستعداد للمعارك والحروب، كان يجتمع الشعب ويرقص على أنغام حماسيّة، لبثّ روح العزيمة داخل نفوس المقاتلين. وبعد ذلك، تطوّرت الخطوات المتّبعة في تقديم هذا الرقص وأخذت منحى جديد يُطلق عليه «الدبكة».

## تاريخ الدبكة اللبنانيّة
عرفت لبنان مصطلح دبكة بفضل القدماء اللبنانيّين البسطاء؛ فقد كانت منازلهم تُصنع من الطين، ونظرًا لضعف هذه المادّة المستخدمة في البناء، فكانت تتشقّق أسقف المنازل كلّ عام بسبب تغيّر المناخ الفصليّ، مما كان يستوجب إعادة ترميم الأسقف بشكل دوريّ. وبسبب صعوبة هذه المهمّة المستمرّة، كان ساكنو كلّ منزل يطلبون المساعدة والدعم من السكّان المجاورين لهم، وبدورهم كانوا يسارعون في المشاركة وتقديم يدّ العون لهم؛ حيث كانوا يجهزون الطين من خلال الضغط عليه بالأقدام ليقوى ويتماسك ويصبح صالحًا لبناء السقف. وعمليّة الضغط بالأقدام على الطين كانت تُسمّى «دبك»، وكان يصاحبها غناء لبثّ الحماس في نفوس المشاركين في هذا العمل لضمان عدم توقّفهم. وهو أمر مشابه للدبكة المعاصرة.
وشهدت لبنان نقلة نوعيّة في رقصة الدبكة، سنة ١٩٥٧؛ حيث بدأت تتطوّر وتنتشر ويعرفها الناس، كما شهدت وقتها مدينة بعلبك في البقاع أوّل مهرجان للدبكة الشعبيّة.
أشهر أنواع الدبكة اللبنانيّة: الميجانا، الدلعونا، الهوّارة، الشماليّة والروزانا.
في عام ٦٧٦م، كان من الطقوس التي أرسى قواعدها الملك البيزنطيّ قسطنطين اللحياني، في لبنان، رقصة الحرب والعودة من الحرب، وكانت ضمن عادات القوقاز التي أتوا منها. وعن شروط أدائها، فكان يقتصر أداؤها على الرجال فقط، كما كان وجود السلاح أمر لابد منه، فضلًا عن تشابك أيدي المشاركين بالرقصة.

## تاريخ الدبكة الفلسطينيّة
يشترط الأداء الحركيّ لرقصة الدبكة الفلسطينيّة، قيام مجموعة من الراقصين بتكوين حلقة أو نصفها ويناوبون في خطواتهم الموحّدة والمنظّمة، بخطوة إلى الأمام وأخرى إلى الخلف، علاوة على التصفيق كركن أساسيّ من أركان الرقصة، وهذا يشبه -إلى حدٍّ كبير- طقوس عبادة إله القمر التي كانت تُمارَس قبل آلاف السنين، في مدينة أريحا الفلسطينيّة؛ حيث كان المصلّون يشكّلون هلالًا ويناوبون بين خطواتهم المتقرّبة والمتقدّمة نحو القمر والمبتعدة عنه العائدة إلى الخلف، وكان التصفيق ملازمًا لجميع الخطوات سواء المتقرّبة أو المبتعدة.
وهناك رواية أخرى أوردها التاريخ وهي أنّ عبادة القمر عند الكنعانيّين القدامى كانت تتمّ بشكل دوريّ؛ فكان المصلّون يشكّلون هلالًا، ضمن طقوس الصلاة، في بداية الشهر، وحينما يصبح الهلال بدرًا، في منتصف الشهر، يكمل المصلّون الهلال المكوّن منهم ليصبح دائرة كاملة تحاكي القمر. وهذا هو الحال نفسه برقصة الدبكة الفلسطينيّة.
وعن الدبدبة بالأرجل برقصة الدبكة، فلها جذور فلسطينيّة أيضًا؛ فوقتما كان ينقطع المطر عن أهالي بئر السبع بجنوب فلسطين وكانوا يؤدّون صلاة الاستسقاء -حسب عقيدتهم- لاستنزال المطر، فكانوا يدبدبون على الأرض بأقدامهم مقلّدين بذلك صوت المطر. وتوارث الفلسطينيّون من أجدادهم الدعاء والإنشاد والدبك وقت الاستسقاء، كما توارثوا الغناء والرقص والدبك وقت خسوف القمر، ومن أشهر الأغاني التي يردّدها الفلسطينيّون حتّى اليوم وقت خسوف القمر: «دشر قمرنا يا حوت، يا بنطلعلك بالنبوت».
إنّ أغاني الجفرا والدلعونا المصاحبة للدبكة الفلسطينيّة والتي تُعتبر من الموروث الشعبيّ والثقافيّ الفلسطينيّ، جذورها فلسطينيّة أيضًا؛ إذ ترمز إلى الإلهة عنات الكنعانيّة، زوجة الإله إيل، وما يدعم ذلك أنّ رمز الإلهة عناة، الماعز الجبليّ مرسوم ومنقوش على الأواني الفخّاريّة المكتشفة بالمعابد والمقابر الكنعانيّة في فلسطين.

## الدبكة المصريّة وتاريخها
تشتهر منطقة الشيخ زويّد والعريش بسيناء برقصة الدبكة، ولا تخلو أيّ مناسبة سعيدة أو وطنيّة إلّا واشتملت على تقديم عرض الدبكة؛ فقد اهتمّ الأهالي بها  وتمسّكوا بها حتّى اليوم باعتبارها تراث شعبيّ.
وعن جذور الدبكة السيناويّة، فترجّح بعض المصادر أنّها انتقلت إلى سيناء من الفلسطينيّين، نظرًا لقرب المسافة بينهما وبسبب مصاهرة العوائل السيناويّة من الفلسطينيّة.
ومن أشهر أنواع الدبكة في سيناء: الثلاثيّة، الدبكة العاديّة، ظريف الطول، الطياري وعاليادي.
الدبكة الثلاثيّة: يشترط أداؤها أن يكون عدد الراقصين سبعة، ويكونوا متشابكي الأيدي، ويشكّلوا دائرة، ويقفوا باتجاه عكس عقارب الساعة، ويصاحب الأداء الراقص موسيقى الشبابة/ الناي، ويقف عازفها داخل الدائرة المشكّلة من الراقصين. وسمّي هذا النوع من الدبكة بهذا الاسم لاعتماد الرقصة على حركات الراقصين وخطواتهم الثلاثيّة التي تبدأ بها الرقصة، ثمّ تتخلّلها الحجلة بالخطوة الرابعة، وتكرّر أربع مرّات، ويليها الوثبة الثلاثيّة على قدم والنزول عليه أيضًا، ويعقب ذلك ضرب الراقصين على رجلهم الثانية ثلاث مرّات، وبعد ذلك تكرّر الأربع خطوات والحجلة والوثبة الثلاثيّة.
دبكة ظريف الطول: يصاحب أداؤها الغناء، أبرز الأغاني التي تؤدّى عليها: يا ظريف الطول، غلبت جلبي، يا رايح تروح، وفتحت الجروح.
الدبكة الطياري: تتسم بالطابع العسكريّ؛ فخطواتها تشبه الخطوات العسكريّة، وكل راقص يمسك بيده اليمنى كتف الراقص المجاور له بينما يده اليسرى تكون في خصره. وعن العازف، فمكانه مركز الدائرة المكوّنة من الراقصين.
دبكة عاليادي: وتؤدّى على أغنيّة عاليادي.

## أبرز تصريحات المسؤولين المتعلّقة بالدبكة وعروضها
أوّل تصريح: بعد أن تمّ إدراج الزجل اللبنانيّ، وهو أحد أنواع الشعر الشعبيّ العامّيّ المغنّى، على قائمة التراث غير المادّي لمنظّمة اليونسكو، لإيفائه بالمعايير التي تخوّله لذلك، يوم ٢٧ نوفمبر/ تشرين الثاني ٢٠١٤، وجّهت نائبة السفير اللبنانيّ، ميليا جبور، رسالة علنيّة لليونسكو، مفادها أنّ لبنان قد يتقدّم في المستقبل بطلب ترشيح رقصة الدبكة التقليديّة التي تشتهر بها لبنان وسوريا وفلسطين، باعتبارها عنصر ثقافيّ شائع ومشترك بين كلّ هذه الدول.
ساهمت عروض الدبكة المقدّمة بالمهرجانات والفعاليّات، على مدار السنوات الماضية، في ترسيخ وتأكيد مواقف واتّجاهات المسؤولين والبلاد التي يمثّلونها نحو القضيّة الفلسطينيّة وداعميها، من خلال إدلائهم ببعض التصريحات لوسائل الإعلام، وأبرزها:
ثاني تصريح: مساء يوم ٢١ مايو/ أيّار ٢٠١٧، ضمن الفعاليّات التي أقامتها لجنتا الشؤون العربيّة والثقافة بنقابة الصحفيّين، بمناسبة ذكرى النكبة الفلسطينيّة الـ٦٩، والتي اشتملت على عرض رقصة الدبكة، قال السفير محمد كريم، أوّل سفير مصريّ لدى السلطة الفلسطينيّة، أنّ مصر قدّمت 120 ألف شهيد من أجل فلسطين ومن أجل أمن بوّابتها الشرقيّة، كما أكّد أنّ القضيّة الفلسطينيّة ستبقى على رأس الأولويّات العربيّة وفي مقدّمة أجندة الشعوب ولاسيّما الحكومات العربيّة مهما حدث، وأعرب عن تمنّيه بأن تكون القمم الثلاث في السعوديّة المنعقدة يومي ٢٠ و٢١ من ذات الشهر، على رأس مباحثاتهم القضيّة الفلسطينيّة وحال الأسرى الفلسطينيّين داخل معتقلات الاحتلال الإسرائيليّ.
ثالث تصريح: يوم ٧ أغسطس/ آب ٢٠١٧، وقت إعلان مشاركة القنصليّة الفلسطينيّة بعرض الدبكة، ضمن فعاليّات مهرجان مكتبة الإسكندرية الدوليّ الخامس عشر للفنون، قال السفير حسام الدباس، قنصل عام دولة فلسطين بالإسكندريّة، أنّ الفنون هي عنوان التواصل بين الشعوب، كما أعرب عن سعادته وحرصه الدائم على التواجد الفلسطينيّ ومشاركته المستمرّة في المهرجان.
رابع تصريح: يوم ١٠ أغسطس/ آب ٢٠١٧، أكّد السفير الفلسطينيّ حسام الدبّاس، أنّ الفنّ أهم أشكال المقاومة، والفنون الشعبيّة الفلسطينيّة كنشاط وموروث ثقافيّ لابد من إبرازه، لإظهار الثقافة الفلسطينيّة التي يحاول الاحتلال سرقتها كما سرق واغتصب أرض فلسطين.

## سرقة الدبكة الفلسطينيّة
من المعطيات والبراهين التاريخيّة التي توثّق محاولات الاحتلال الإسرائيليّ لسرقة الدبكة الفلسطينيّة ونسبها للهويّة الإسرائيليّة، ما قام به من تحويل للدلعونا إلى اللكنة العبريّة ولاسيما ألحان الآلات الموسيقيّة المصاحبة لتلك الأغنية؛ فغلّفها هي الأخرى بطابعه.
وفي المقابل، بذلت وزارة الثقافة الفلسطينيّة جهدها في صون التراث الفلسطينيّ؛ إذ أعدّت قائمة تمثيليّة وطنيّة، جمعت بها جميع عناصر التراث الثقافيّ الفلسطينيّ غير المادّيّ، بهدف التسجيل على القائمة التمثيليّة للتراث غير المادّيّ لدى اليونسكو.
واشتملت القائمة على: الدبكة، التطريز، موسم النبي موسى، النخلة، البدّاعة، الدحيّة، خميس الأموات، الزجل، عيد الغطاس، زفّة العريس، القهوة العربيّة، اللبن الجميد، ليلة الحنّة، تراث الزيتون، تراث الدالية، المسخّن الفلسطينيّ، المجوز اليرغول والكوفيّة (الحطّة).
وقد تمّ الإعلان عن اللائحة الوطنيّة لعناصر التّراث الثّقافيّ الفلسطينيّ غير المادّيّ من قبل الإدارة العامّة للتراث بوزارة الثقافة الفلسطينيّة، يوم ٧ تشرين الثاني ٢٠١٧.
والآن، الدبكة الفلسطينيّة تجوب العالم لخدمة المقاومة والقضيّة القلسطينيّة والأسرى الفلسطينيّين في جميع المحافل حول العالم بأسره، دون الاكتراث لمحاولة سرقتها.

## دور اليونيسكو في دعم الدبكة
سجّلت منظّمة الأمم المتّحدة للثقافة، اليونسكو، ١٧٠ رقصة تقليديّة من أصل ٧٧ دولة، ضمن لائحة التراث الإنسانيّ غير المادّيّ. ومن بين هذه الرقصات الدبكة الشرق أوسطيّة.
واعتمد المجلس الدوليّ للرقص، التابع لليونسكو، يوم ٢٩ أبريل/ نيسان منذ عام ١٩٨٢، ليكون يوم الرقص العالميّ.
وقد خصّصت اليونسكو ذلك اليوم بهدف تكوين قاعدة جماهيريّة أعرض لهذا الفنّ ولجذب انتباه الحكومات من حول العالم له وليعترفوا بأهمّيّته الاجتماعيّة والتعليميّة وليعتبروه وسيلة للتعبير الثقافيّ.

## رؤساء الدول ووزراؤها يرقصون الدبكة
أرشف التاريخ الحديث أبرز المواقف التي أظهرت رؤساء دول العالم ووزراءها وهم يرقصون الدبكة.
أول شخصية هي الرئيس العراقي الراحل صدام حسين ظهر بمقطع فيديو وهو يرتدي الزي العسكري العراقي مع مجموعة من أبناء مدينته تكريت في ناحية العلم يقومون بأداء الدبكة العراقية العشائرية المعروفة بال «الجوبي» أو الدبكة في التسعينيات من القرن المنصرم
ثاني شخصيّة: السفير الأمريكيّ ستيوارت جونز وهو يرقص الدبكة على وقع الأغنية الشعبّيّة الأردنيّة، «تي رش رش»، خلال زيارته إحدى المناطق في شمال المملكة الأردنيّة الهاشميّة، يوم ١٤ يناير/ كانون الثاني ٢٠١٤.
ثالث شخصيّة: وزير الصحّة اللبنانيّ، حمد حسن، وهو يرقص الدبكة، وسط الشارع اللبنانيّ ووسط الحشود، محتفلًا بنجاحه في مكافحة وباء كورونا، في ظل التحذيرات المشدّدة بضرورة الالتزام بالإجراءات الوقائيّة ضد الوباء كالحفاظ على التباعد الاجتماعيّ، يوم ٢١ يونيو/ حزيران ٢٠٢٠، وقتما سجّلت لبنان ٥١ حالة إصابة جديدة. وقد أطلق الشعب اللبنانيّ على هذه الرقصة «دبكة كورونا».
رابع شخصيّة: رئيس الولايات المتّحدة الامريكيّة دونالد ترامب وهو يرقص رقصة العرضة التي تشبه الدبكة من حيث الأداء الحركيّ في بعض الخطوات، بصحبة العاهل السعوديّ الملك سلمان بن عبد العزيز آل سعود، خلال زيارته لمركز الملك عبد العزيز في ختام اليوم الأوّل من زيارته للسعوديّة، قبيل توجههما إلى غداء رسميّ على شرف ترامب، يوم ٢١ مايو/ أيّار ٢٠١٧. ويُعتبر أداء هذه الرقصة ضمن تقاليد الزيارات الملكيّة، كما له دور في دعم وتعزيز العلاقات الدبلوماسيّة بين الدول. وقد سبق ترامب الكثير من الرؤساء والملوك في الالتزام بهذا التقليد.

## مدخلات العصر الحديث على الدبكة
تتعرّض فنون الدبكة في العصر الحديث لاختراق ثقافيّ، ساهم في إدخاله على هذا التراث الشعبيّ بعض الدبّيكة (راقصي الدبكة) وأصبحوا أيقونة لهذا المزيج العصريّ.

### الدبكة والباليه
الأيقونة الأولى: الفنّانة الأردنيّة رانيا قمحاوي، أوّل راقصة باليه بالأردن، مديرة مهرجان عمّان للرقص المعاصر، نائب مدير المركز الثقافيّ لمؤسّسة الملك حسين بالأردن، مصمّمة ومخرجة عروض باليه، وراقصة مشاركة بالعديد من المهرجانات حول العالم.
وقد ساهمت في دمج تقنيّات فنّ الدبكة الأردنيّة مع فنّ الباليه وأبرزت جماليّاتهما دون المساس بالعادات والتقاليد الأردنيّة. ومن علاماتها البارزة في هذا المجال، مساعيها للحفاظ على التراث الأردنيّ من خلال تنشئة أجيال من الموهوبين تكون قادرة على تكوين فرقة وطنيّة تجوب العالم، نقلت لها خبراتها لضمان الاحتراف في الأداء، كما زرعت فيها الثقة والاحترام  والوعي والشعور بالغير.
الأيقونة الثانية: الفنّانة الفلسطينيّة المقدسيّة أسيل السيفي التي مزجت فنّ الدبكة بفنّ الباليه، وقد ساعدها تخصّصها الأكاديميّ بمجال الأداء والحركة في ابتكار وتطوير الدبكة على هذه النحو، كما قد عملت كراقصة دبكة وقدّمت الكثير من العروض داخل فلسطين وخارجها، فضلًا عن عملها كمدرّسة للرقص المعاصر بأكاديميّة الرقص والموسيقى في القدس، علاوة على كونها مدرّبة باليه.

### الدبكة والباركور
ابتكار جديد تعرّضت له الدبكة بالتاريخ الحديث، بشهر يونيو/ حزيران ٢٠١٦، وتمّ على أيدي شباب عرب يتقنون فنون الدبكة الشعبيّة؛ فقد أضافوا تسلّق الجدران لخطوات الدبكة التي تصاحبها الموسيقى. وأُطلق على هذه الرقصة «دبكة الحائط» وهي تشبه رياضة الباركور Parkour التي تعتمد في ممارستها على القفز من أماكن مرتفعة بجانب تسلّق الجدران. وأخذ هذا النوع من الدبكة في الرواج عبر شبكة الإنترنت ومواقع التواصل الاجتماعيّ من خلال إطلاق هاشتاج يحمل عنوان تحدّي الدبكة باللغة الإنجليزيّة #dabkechalleng، وقد ساهم في فتح الباب أمام جميع الدبّيكة (راقصي الدبكة) ليوثّقوا مهاراتهم الفلكلوريّة المعاصرة وصناعتهم لتراثهم الحديث.

### الدبكة السوريّة على أنغام وغناء خليجيّ
طوّر المطرب السوريّ وفيق حبيب الأنغام والأغاني التقليديّة المصاحبة للدبكة؛ فاشتمل تطويره على إحلال الشكل والمضمون الموسيقيّ المعتاد الذي تُقدَّم من خلاله الدبكة وقدَّم ألوانًا خليجيّة مفعمة بالحماسة والتفاعل لتتماشى مع حركات الدبكة وخطواتها المميّزة على الطبل والمزمار.

## رقصات تشبه الدبكة
رصد التاريخ الفنّيّ بعض الرقصات المشابهة للدبكة، من حول العالم، وأبرزها:
رقصة كوتشاري (Քոչարի): وهي رقصة أرمينيّة، تُعدّ الأشهر لدى الأرمن، تعتمد على الاصطفاف وتشابك أيدي الراقصين ببعضهم البعض، وتختلف عن الدبكة في بعض الحركات.
رقصة Hyporchema: وتعتمد هذه الرقصة اليونانيّة على وجود راقصين من الجنسين، وتتشابك أيديهم وتدبدب أرجلهم بالأرض كحال الدبكة. ولهذه الرقصة جذور دينيّة حسبما ورد بالتاريخ؛ فقديمًا كان اليونانيّون يعبدون الإله أبوللو وهذه الرقصة كانت من طقوس عبادتهم له؛ حيث كان الراقصون يحيطون مذبح أبوللو، وينقسموا إلى مجموعتين، مجموعة ترقص حوله ومجموعة تقوم بتقليد أو محاكاة الأداء الحركيّ للمجموعة الأولى، ويؤدّى هذا العرض الراقص على أغنية أو قصيدة.
رقصة زوربا: رقصة يونانيّة أخرى، تعتمد أيضًا في أدائها على تشابك أيدي الراقصين والتزامهم بالخطوات المدبدبة على الأرض. ووثّق التاريخ كراهية شعب بيرو لهذه الرقصة لأنّها تذكّرهم برئيس الحزب سنديري لومينوزو الذي ارتكب بحقّهم جرائم دامية تنتهك حقوق الإنسان، وقد ظهر وهو يرقص هذه الرقصة.
رقصة الكلاكيت: رقصة تعتمد على الأداء الفرديّ دون الحاجة إلى عدد من الراقصين والراقصات، على عكس الدبكة. لكنّها تتشابه مع الدبكة في الدبدبة على الأرض، مع اختلاف الحركات والخطوات. وهي رقصة تعرف أيضًا باسم الرقص النقري أو Tap Dance.